# Абетти, Джорджо
Джорджо Абетти (англ. Giorgio Abetti) (5 октября 1882 — 24 августа 1982) — итальянский астроном.

## Биография
Родился в Падуе, в семье астронома Антонио Абетти.
Обучался в Падуанском университете под руководством своего отца. В 1904 году окончил университет, специализируясь в физике.
В период с 1910 по 1919 годы работал в Йеркской и Гейдельбергской обсерваториях, а также в обсерватории Маунт-Вилсон и Римской обсерватории.
Трудовую деятельность начал в обсерватории Римской коллегии. В 1921 году заменил отца на посту директора обсерватории Арчетри и стал профессором Флорентийского университета. Эти должности он занимал до 1952 года.
В 1926 году был избран членом-корреспондентом Национальной академии деи Линчеи, полным членом которой он стал в 1938 году.
Был одним из основателей Международного астрономического союза, а в 1938 году являлся его вице-президентом.
В 1948-49 годах работал приглашённым профессором в Каирском университете.
В 1952—1970 — президент Национального оптического института (Флоренция).
Был президентом Международного комитета по изучению солнечно-земных связей.
Являлся основателем (1920), а позже — президентом Итальянского астрономического общества (1953—1964).
Член Эдинбургского королевского общества. Награждён Серебряной медалью Итальянского королевского географического общества (1915), премией Национальной академии деи Линчеи (1925), премией им. П. Ж. С. Жансена Французского астрономического общества (1937), Золотыми медалями министерства народного образования Италии (1957), Итальянского астрономического общества (1964), города Флоренции (1972).
Умер в 1982 году в Флоренции.

## Научная деятельность
В начале своей научной деятельности занимался позиционной астрономией: определением параллаксов и собственных движений звёзд, наблюдением комет и малых планет, микрометрическими измерениями двойных звёзд.
В 1912 году получил более точное значение для углового диаметра Нептуна (2,3"), что привело к пересмотру оценки плотности этой планеты.
Основное направление работы в обсерватории Арчетри — астрофизика и физика Солнца. Джорджо Абетти сделал эту обсерваторию всемирно известным центром по изучению Солнца. Абетти изучал движение газа в солнечных пятнах, открыв при этом вариабельность скорости газового потока от внутренних областей солнечного пятна к внешним (эффект Эвершеда, иногда называемый «эффект Эвершеда—Абетти»).
Возглавлял экспедиции по наблюдению солнечных затмений в Казахстане (1936) и Судане (1952).
Всего Абетти был автором более 250 научных работ. Известны его работы по истории астрономии, и научно-популярные книги, из которых наиболее заметными являются «Солнце» (1936) и «Звёзды и планеты» (1956).

## Прочее
В честь Джорджо Абетти и его отца Антонио Абетти названы кратер Абетти на Луне и астероид 2646 Abetti.

### Использованная
- Hack М. Abetti, Giorgio // The Biographical Encyclopedia of Astronomers / Thomas Hockey (Ed. in chief). — New York: Springer, 2007. — P. 6—7. — 1341 p. — ISBN 978-0-387-31022-0.
- Колчинский И.Г., Корсунь А.А., Родригес М.Г. Астрономы: Биографический справочник. — 2-е изд., перераб. и доп. — Киев: Наукова думка, 1986. — 512 с.

### Рекомендуемая
- Hack, Margherita (1984). «Giorgio Abetti (1882—1982).» Quarterly Journal of the Royal Astronomical Society 25: 98-100.
- Tagliaferri, G. (1982). «Giorgio Abetti.» Giornale di astronomia delle Società astronomica italiana 298.